# Galideus
Galideus is een geslacht van rechtvleugeligen uit de familie veldsprinkhanen (Acrididae). De wetenschappelijke naam van dit geslacht is voor het eerst geldig gepubliceerd in 1908 door Finot.

## Soorten
Het geslacht Galideus omvat de volgende soorten:
- Galideus elegans Dirsh, 1962
- Galideus mocquerysi Finot, 1908